# 提氏细纹蚶
提氏细纹蚶（学名：Verilarca thielei）是魁蛤目的一种。舊屬魁蛤科细纹蚶属的一种，今屬Noetiidae科Verilarca屬。本物種的種小名來自動物學家约翰尼斯·提艾利（Johannes Thiele）。

## 分佈
本物種見於中国大陆的廣西北部灣（水深42－78米）、南中國海（水深41－69米）及台湾海域。
常栖息在潮下带。